# Ermita del Calvari (Cinctorres)
L'ermita del Calvari, és un temple catòlic situat a la part nord-occidental del municipi de Cinctorres, amb accés, des d'allà, pel carrer Pajares de Sant Lluís. L'ermita és part del conjunt que constitueix el recinte tancat del viacrucis, que inclou els casalicis de les estacions fabricades en pedra llaurada. L'ermita està catalogada com Bé de Rellevància Local.

## Història
El conjunt del Calvari està documentat des del segle xvii; l'ermita és posterior i fou construïda en diverses etapes a mitjan segle xix, se sap que estava acabada el 1855. Actualment l'estat de conservació és només regular, sent precisa la restauració de diversos dels seus elements.

## Descripció
L'ermita és un edifici exempt. Es tracta d'un edifici de planta quadrada i reduïdes dimensions (14 × 6 metres), precedit per un atri amb teulada independent a dues aigües. La coberta és piramidal truncada pel tambor circular amb finestres, el qual dona suport a la cúpula campaniforme rematada per creu de forja. Al temple es pot accedir per una porta dovellada amb forma d'arc de mig punt. A l'interior destaquen les pintures al·lusives a la Passió a les seues petxines.

## Festes
El Calvari i l'ermita són l'escenari de la representació del viacrucis durant els actes de la Setmana Santa.